# Nigel Short
Nigel David Short (ur. 1 czerwca 1965 w Leigh) – brytyjski szachista, arcymistrz od 1984 roku.

## Kariera szachowa

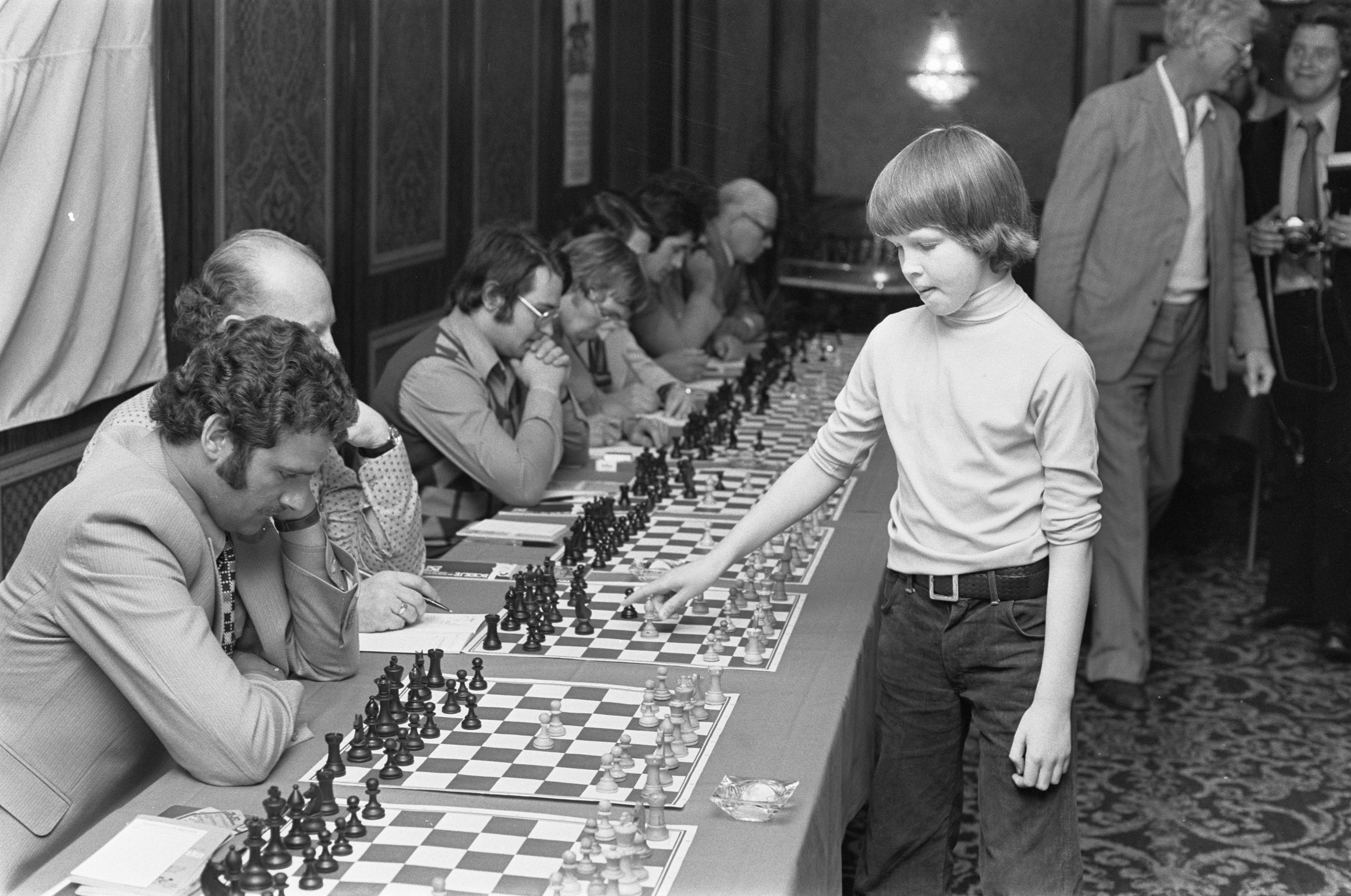
Nigel Short podczas symultany (1976)

W 1993 roku jego mecz z Garrim Kasparowem o tytuł mistrza świata był początkiem rozłamu w szachowych rozgrywkach na najwyższym szczeblu. Short wygrał turnieje eliminacyjne FIDE, w meczach pretendentów pokonał byłego mistrza świata Anatolija Karpowa i Jana Timmana. Mecz z Kasparowem miał być finałem tego cyklu, lecz obaj szachiści uzgodnili rozegranie go poza strukturami FIDE. W tym celu została powołana nowa organizacja Stowarzyszenie Zawodowych Szachistów (PCA). Mecz zakończył się zwycięstwem Kasparowa 12½ – 7½.
Jednym z największych sukcesów Shorta było zwycięstwo wspólnie z Walerijem Sałowem w silnie obsadzonym memoriale Maxa Euwego w Amsterdamie w 1991 roku, w którym wyprzedził obu mistrzów świata Karpowa i Kasparowa. Do jego innych turniejowych sukcesów należą trzykrotne zwycięstwa w mistrzostwach Wielkiej Brytanii (1984, 1987, 1998), dwukrotne zwycięstwa w mistrzostwach Wspólnoty Narodów (2004, 2006), tytuł mistrza Unii Europejskiej (2006) oraz zwycięstwa bądź dzielenie I miejsc m.in. w Genewie (1979), Amsterdamie (1982, turniej OHRA), Baku (1983), Esbjergu (1984, turniej The North Sea Cup), Lugano (1986), Wijk aan Zee (1986, 1987), Reykjavíku (1987), Amsterdamie (1988 oraz 1992, 1993 – memoriały Maxa Euwego), Hastings (1987/88, 1988/89), Parnu (1996), Groningen (1996), Tallinnie (1998), Dhace (1999), Szymkencie 1999, Pampelunie (1999/00), Pekinie (2000), Malmö (2002, turniej Sigeman & Co), Gibraltarze (2003, 2004), Budapeszcie (2003), Skanderborgu (2003), Taiyuan (2004), Kopenhadze (2006, Politiken Cup), Baznie (2008), Baku (2008), Nagpur (2008, mistrzostwa Commonwealthu), Malmö (turniej Sigeman & Co – 2009, 2013), Pattayi, Ekurhuleni (2011), Edmonton (2012), Gibraltarze (2012, 2013), Ottawie (2013), na Wyspie Man (2014), w Rangunie (2014) oraz Pattaya (2015).
Wielokrotnie reprezentował Anglię w turniejach drużynowych, m.in.:
- piętnastokrotnie na olimpiadach szachowych (w latach 1984, 1986, 1988, 1990, 1992, 1994, 1996, 1998, 2000, 2002, 2004, 2006, 2008, 2010, 2012); pięciokrotny medalista: wspólnie z drużyną – trzykrotnie srebrny (1984, 1986, 1988) i brązowy (1990) oraz indywidualnie – złoty (1986 – na III szachownicy)[5],
- trzykrotnie na drużynowych mistrzostwach świata (w latach 1985, 1989, 1997); trzykrotny medalista: wspólnie z drużyną – dwukrotnie brązowy (1985, 1989) oraz indywidualnie – srebrny (1989 – na I szachownicy)[6],
- siedmiokrotnie na drużynowych mistrzostwach Europy (w latach 1983, 1992, 1997, 1999, 2001, 2011, 2013); czterokrotny medalista: wspólnie z drużyną – złoty (1997) i brązowy (1992) oraz indywidualnie – srebrny (1983 – na VII szachownicy) i brązowy (1992 – na I szachownicy)[7].

Jest drugim w historii Anglikiem (po Michaelu Adamsie), który przekroczył poziom 2700 punktów rankingowych. Pomiędzy 1987 a 1997 r. sześciokrotnie znalazł się w pierwszej dziesiątce listy rankingowej FIDE. Najwyżej notowany był 1 stycznia 1992 r., zajmując 4. miejsce na świecie, natomiast najwyższy ranking w dotychczasowej karierze osiągnął 1 kwietnia 2004 r., z wynikiem 2712 punktów zajmował wówczas 15. miejsce na światowej liście Międzynarodowej Federacji Szachowej.